# 장위 (고려)
장위(張暐, 1215년 ~ 1295년)는 고려 후기의 문신으로 본관은 흥해(興海)이다. 판밀직사사(判密直司事) 장석(張碩)의 아버지이며, 홍복원(洪福源)의 사위이다.

## 생애
1248년에 낭장 장준정(張俊貞)과 함께 사신이 되어 원나라에 다녀왔으며, 1277년에 지첨사부사(知詹事府事)가 되었다. 이듬해 고려에 온 처남 홍다구(洪茶丘)의 추천으로 밀직부사에 올랐으며, 처남 홍다구와 홍군상(洪君祥)이 원나라에서 벼슬한 관계로 원나라에 사신으로 파견된 적이 많았고, 그 공으로 첨의중찬에 임명되었다.
1295년(충렬왕 21) 졸했다. 향년 81세. 시호는 순정(純靖)이다.